# František Bohumil Doubek

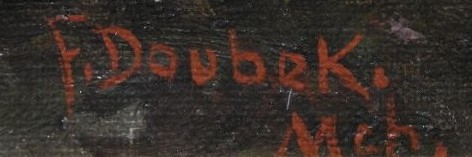
Eine Signatur von František Bohumil Doubek

František Bohumil Doubek, auch bekannt als Franz Doubek (* 20. März 1865 in Budweis, Königreich Böhmen, Kaisertum Österreich; † 26. Oktober 1952 in Nový Jičín, Tschechoslowakei), war ein tschechischer Maler und Illustrator.

## Leben
Doubek war der Sohn eines aus Ledeč nad Sázavou stammenden Schuhmachers und der Kateřina Kohoutová, der Tochter eines Schmiedes aus Hoslovice. Er absolvierte die Grundschulklassen und besuchte danach eine deutschsprachige Knabenschule. Von 1879 bis 1880 besuchte er in Prag die Regnier Zeichenschule. Ab 1880 schrieb er sich an der Akademie der Bildenden Künste Prag ein, wo ihn Antonín Lhota, František Sequens und František Čermák in Malerei unterwiesen. 1885 siedelte er nach München über, um dort bei Alexander von Liezen-Mayer zu studieren. In München heiratete er Marie Barrett. Er unternahm mehrere Studienreisen ins Ausland, wobei ihn Frankreich am meisten beeindruckte, sodass er später mehrmals dorthin zurückkehrte. 
Zwischen 1914 und 1918 nahm Doubek in der österreichisch-ungarischen Armee am Ersten Weltkrieg teil. Nach dem Krieg verblieb Doubek noch fünf Jahre in Bayern, bis er  1924 nach Budweis zurückkehrte. 1933 zog er zurück nach Prag, wo er seine Werke ausstellte und zahlreiche Illustrationen für verschiedene Zeitschriften produzierte. Er war Mitglied der tschechischen Künstlervereinigung Jednota umělců výtvarných (JUV) und von 1898 bis 1900 Mitglied der Vereinigung bildender Künstler Mánes (Spolek výtvarných umělců Mánes).
Mit zunehmenden gesundheitlichen Problemen zog František Doubek 1949 in eine Einrichtung der Borromäerinnen in Nový Jičín, wo er 1952 verstarb. Er wurde auf einem örtlichen Friedhof im Beisein einiger Nonnen und eines Barbiers zur letzten Ruhe gelegt.

## Werke (Auswahl)

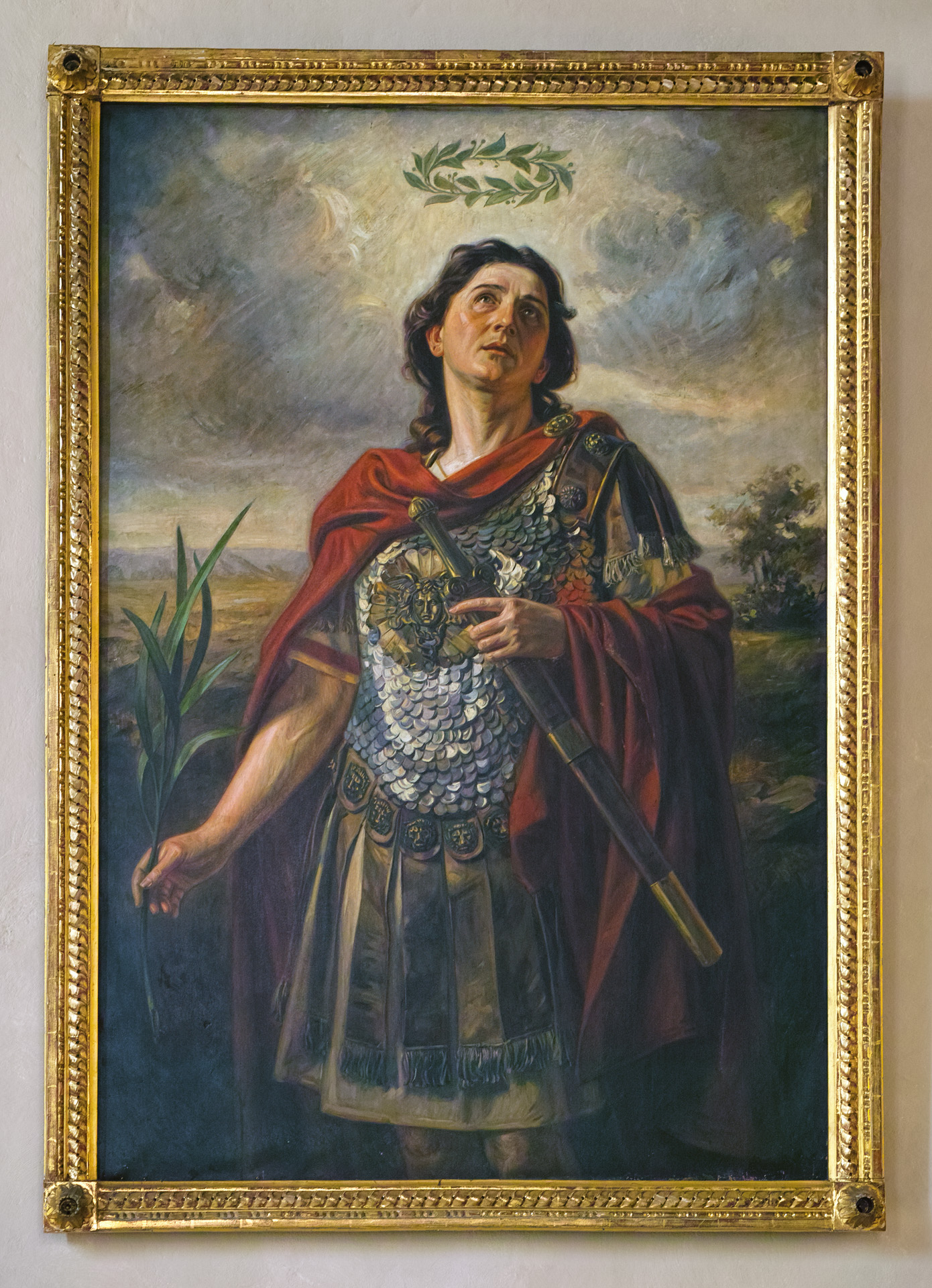
Bild des Hl. Auracián in der Kathedrale St. Nikolaus, Budweis

Doubek schuf Einzel- und Gruppenportraits, gelegentlich mit mythologischen und sinnlichen Szenen, teilweise im orientalischen Stil. In Budweis schuf er ein Porträt des Bürgermeisters Otakar Svoboda und des Fabrikbesitzers Augusta Zátka, in Prag ein Porträt von Tomáš Garrigue Masaryk. Für die Kathedrale St. Nikolaus schuf er das Altarbild und das Kreuz. Andere seiner Arbeiten trugen Titel wie
- Auf einem mit erlesenen Textilien belegten Diwan
- Mlýn, 1892
- Bylo to v máji, 1892
- Dáma v zahradě
- Dame auf einer Parkbank sitzend
- Ctirad a Šárka, 1895
- Allegorie des Sommers
- Am Genfer See, 1910
- Nach der Palmweihe
- Familie im Musikzimmer, 1894
- Mater Afflicta
- Ceres
- Jesus mit zwei Gaben bringenden Engeln
- Rastender Bergsteiger
- Junge Frau bei der Näharbeit, 1895